# فغبرغ
فغبرغ (بالألمانية: Wegberg) هي بلدة ألمانية تقع في هاينسبرغ في ألمانيا. يقدر عدد سكانها بـ 29,677 نسمة .

## المدن التوأمة
مدن إيخت- سوسترين و ماسايك هي مدن توأمة لفغبرغ.

## أعلام
- ألان نيلسون
- جون دونبار
- دايفيد فيليبس
- سكوت غيتس
- شون غوس